# Bob Haro
Bob Haro (Pasadena, Califórnia, 29 de junho de 1958) é um ex-ciclista estado-unidense corredor do freestyle BMX que se tornou artista e executivo de negócios. É o criador da marca de bicicletas chamada Haro Bikes.

Ele começou sua carreira ainda como amador, participando de competições de bicicletas em sua escola. Seu pai comprou-lhe então uma Honda 100 e ele deixou de lado a bicicleta para competir em corridas de motocicletas. Ele ganhou mais de 50 troféus nessa modalidade até 1975. 
Por volta de 1976, ele entrou na BMX correndo com a bicicleta do seu irmão apoiado por uma loja de bicicletas em San Diego. Somente depois de se mudar para Stockton, Califórnia devido à separação de seus pais, foi que Bob dedicou-se realmente à corrida de bicicletas patrocionado pela Loja de Bicicletas de Malona.
Em 1978, Haro se associou a R.L. Osborn e formou a primeira equipe de freestyle BMX, que competiu pela primeira vez no ABA’s Winternationals em Chandler, Arizona.
Em 1981 Bob Haro e Bob Morales viajaram em excursão fazendo demonstrações por todo o Meio Oeste e Leste dos Estados Unidos, e partes do Canadá para multidões entusiasmadas. Também, em 1981, Haro se envolveu na produção de E.T. - O extraterrestre de Steven Spielberg como um ciclista sensação. 
Ele parou de andar de bicicleta depois de quatro cirurgias no joelho e em 1987, foi incluído no Hall da Fama da Associação Americana de Ciclismo. Ele fundou sua própria companhia, Haro Designs Inc., para projetar e comercializar componentes de BMX mas ele a deixou em 1991.